# Buczyna (powiat bocheński)
Buczyna – wieś w Polsce położona w województwie małopolskim, w powiecie bocheńskim, w gminie Bochnia.
W latach 1975–1998 miejscowość administracyjnie należała do województwa tarnowskiego.
W 1896 w Buczynie urodził się Roman Matus, major piechoty Wojska Polskiego, kawaler Orderu Virtuti Militari.
| SIMC    | Nazwa         | Rodzaj     |
| ------- | ------------- | ---------- |
| 0811980 | Kamieniec     | część wsi  |
| 0999937 | Kamionka      | przysiółek |
| 0999950 | Kopaliny      | przysiółek |
| 0999989 | Łazy          | przysiółek |
| 1000025 | Ostręgowiec   | przysiółek |
| 0811997 | Podsobolowiec | część wsi  |
| 0812005 | Przylesie     | część wsi  |
| 0812011 | Włostowice    | część wsi  |
| 1000143 | Zalesie       | przysiółek |